# 2 pollici Quadruplex

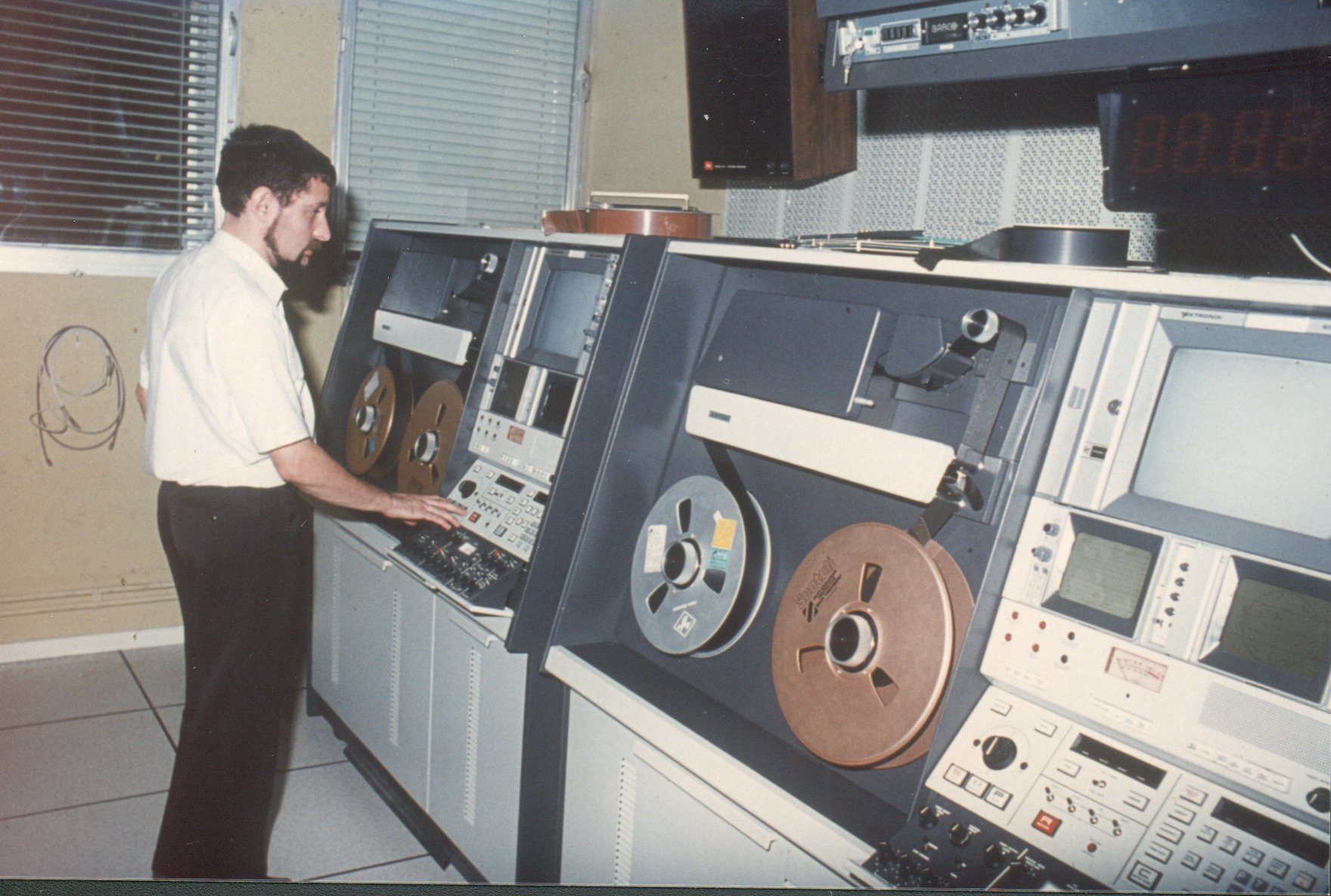
Videoregistratori da 2 pollici Ampex AVR3.

Il 2 pollici Quadruplex (chiamato anche 2 pollici o anche semplicemente Quad) fu il primo formato di videoregistrazione funzionale e commerciabile. Presentato dalla Ampex nel 1956, fu il formato che introdusse su larga scala l'adozione della registrazione magnetica contrapposta al vidigrafo su pellicola cinematografica. All'epoca della sua messa in vendita, nonostante gli alti costi di esercizio, questo formato riscosse un successo molto superiore alle aspettative.

## Storia
Gran parte della diffusione, negli Stati Uniti, fu dovuta al fatto che la catena di produzione delle emittenti nazionali doveva prevedere la differenza di tre fusi orari tra le due coste degli USA, con la conseguente necessità di trasmettere i notiziari a più riprese e di differenziare la programmazione. La possibilità di registrare un programma e ritrasmetterlo quando necessario senza dover passare dal processo di sviluppo e stampa della pellicola fu una forte spinta all'adozione di un formato interamente magnetico.

### Il limite tecnologico
A differenza di quanto avviene con l'audio, registrare un segnale video tramite testine fisse pone problemi di ordine teorico e pratico difficili da risolvere. Concettualmente, sarebbe sufficiente far scorrere il nastro a una velocità molto elevata, ma la stabilità meccanica di un simile sistema sarebbe scarsa e la durata dei nastri molto ridotta. Un sistema parzialmente funzionante fu sviluppato in Inghilterra, il VERA della BBC, e ci furono progetti americani sia della Bing Crosby Enterprises (BCE) che della Radio Corporation of America (RCA).

### La scansione arcuata
La Ampex, vista la impraticabilità dei prototipi della BCE e della RCA, iniziò lo sviluppo di un sistema di videoregistrazione più pratico nell'uso, orientato al contenimento dei costi di esercizio nonché al raggiungimento di una soluzione pratica al problema del ritardo delle trasmissioni per la costa Ovest degli Stati Uniti. A partire dal 1952, con il prototipo VTR Mk I, fu sviluppata l'idea delle testine rotanti ad alta velocità rispetto al nastro magnetico, largo due pollici. Con questo prototipo fu sviluppata la tecnica della scansione arcuata, consistente in un disco rotante con le testine montate su una faccia a contatto con il nastro. Le tracce erano a forma di arco lungo il senso trasversale del nastro.
Questo sistema dava una velocità relativa nastro/testine di 2500 pollici al secondo, ma fu abbandonato per via della poca stabilità in lettura, in favore della più affidabile scansione verticale.

### La modulazione in frequenza
Il Mk I utilizza la modulazione di ampiezza del segnale video da registrare, mentre con il successivo Mk II, verso la metà degli anni 50, insieme alla novità della scansione verticale, viene usata per la prima volta la modulazione di frequenza, da allora in poi di impiego universale nella videoregistrazione analogica. Questa tecnica permette di ottenere un segnale video molto migliorato, ma ancora instabile in riproduzione, mentre il successivo prototipo Mk III introduce la servoassistenza elettronica e un processamento del segnale migliorato.

### Dal prototipo alla produzione
Con il Mk III, per la prima volta, il segnale riprodotto è di qualità perfetta. Il sistema a questo punto venne integrato in una console di metallo e corredato della strumentazione di controllo. Fu questo il prototipo Mk IV, usato per la prima dimostrazione pubblica del formato, presso il NAB, il 14 aprile del 1956. Lo stesso giorno, presso la sede della Ampex, venne esposto un precedente Mk III con alcuni rifiniture di ordine estetico. Entrambe le dimostrazioni furono soddisfacenti, e come risultato la Ampex venne invasa dagli ordini per il nuovo apparecchio.

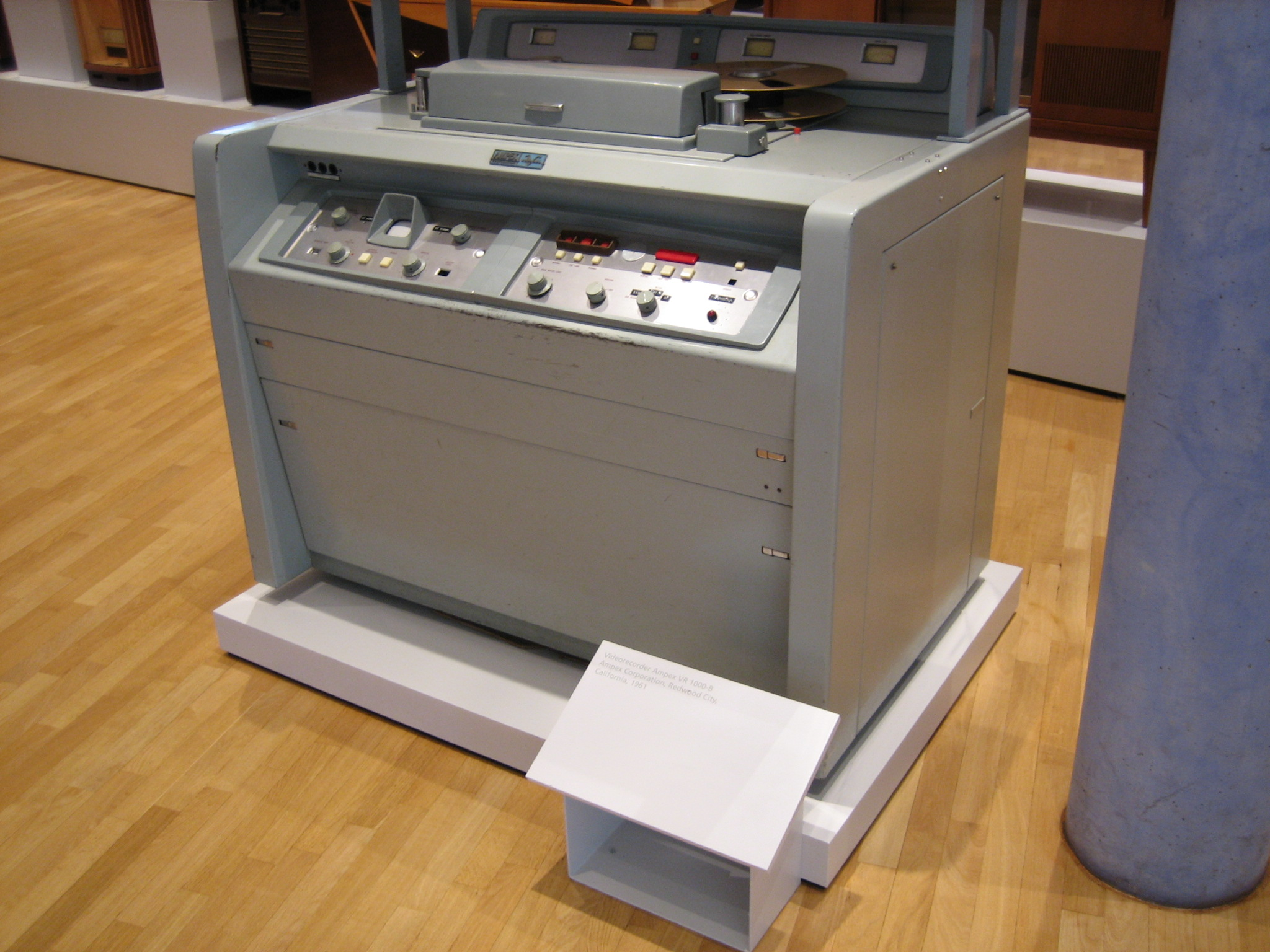
Il modello VR 1000-B (1961)

I primi 16 esemplari prodotti, derivati dal prototipo Mk IV, furono denominati VRX-1000, mentre il modello finale in produzione fu denominato VR-1000.
Poco dopo la commercializzazione del formato a 2 pollici, la RCA presentò nel 1957 un videoregistratore compatibile, il TRT-1A: la sigla era l'acronimo di "Television Tape Recorder" dal momento che la parola "Videotape" era un marchio commerciale dell'Ampex.

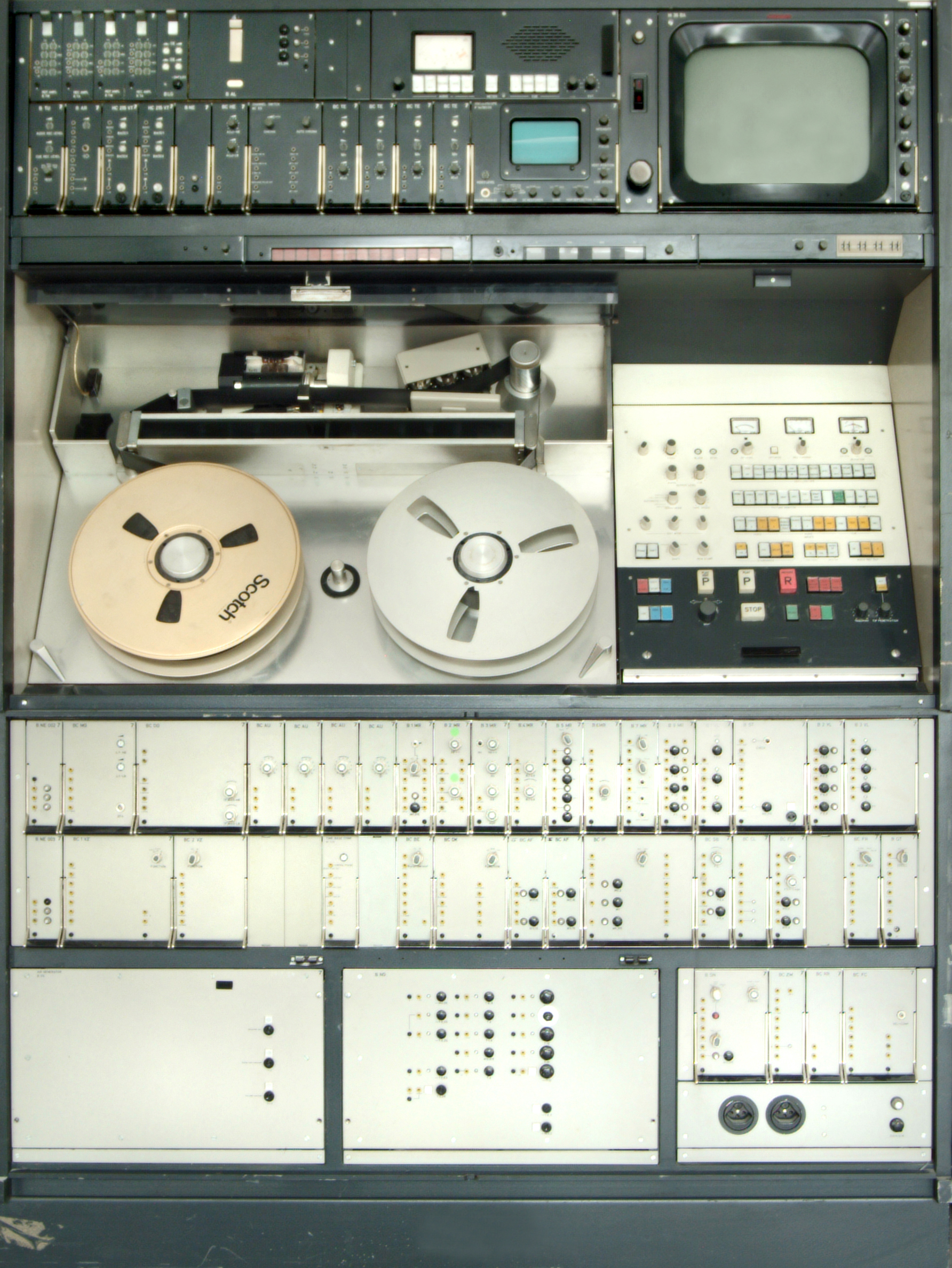
Un videoregistratore Bosch BCM 40.

### Evoluzione del formato
I modelli Ampex seguenti furono il VR-2000 nel 1967 e la serie AVR che seguì negli anni settanta, con i modelli AVR-1, AVR-2, e AVR-3. L'AVR-2 in particolare fu il modello dalle dimensioni più compatte, alimentabile con la corrente monofase a differenza dei modelli precedenti.
Anche la RCA seguì con una gamma di modelli, come il TR-22 e il TR-600.
La divisione televisiva della Bosch, progettò e introdusse sul mercato un modello Quadruplex, il BCM-40, non venduto negli Stati Uniti.
Sono esistite tre diverse varianti del formato a 2 pollici:
- Low-band, la prima generazione introdotta sul mercato nel 1956,
- High-band, con una maggiore larghezza di banda per la registrazione, con conseguente migliore qualità,
- Super High-band, con l'utilizzo di una frequenza pilota per una miglior stabilità in riproduzione, e con l'uso di un nastro a maggiore coercitività.

La maggior parte delle macchine di questo formato degli anni 60 e 70 è in grado di riprodurre tutti i tipi di registrazioni.

## Aspetti tecnici
Il nome Quadruplex dato al formato deriva dal fatto che usa quattro testine video montate su un tamburo rotante ad angoli di 90° l'una dall'altra, che esplorano il nastro trasversalmente mentre questo avanza. La velocità di rotazione del tamburo è molto elevata, 14.400 giri al minuto in NTSC e 15.000 in PAL, registrando il segnale video modulato in frequenza in maniera segmentata. Questo sistema è noto come scansione verticale ed è tipico del formato a 2 pollici, mentre tutti i sistemi successivi adotteranno la più pratica scansione elicoidale.
La velocità del nastro è di 15 pollici al secondo (381mm/s) in NTSC e di 15,625 pollci al secondo (396,875 mm/s) in PAL. Il formato prevede una traccia audio, una traccia tachimetrica e una traccia cue di servizio, usata talvolta come seconda traccia audio o per registrare un timecode longitudinale.
Una tipica bobina da 1500 m di nastro da due pollici permette di registrare circa 1 ora di video.

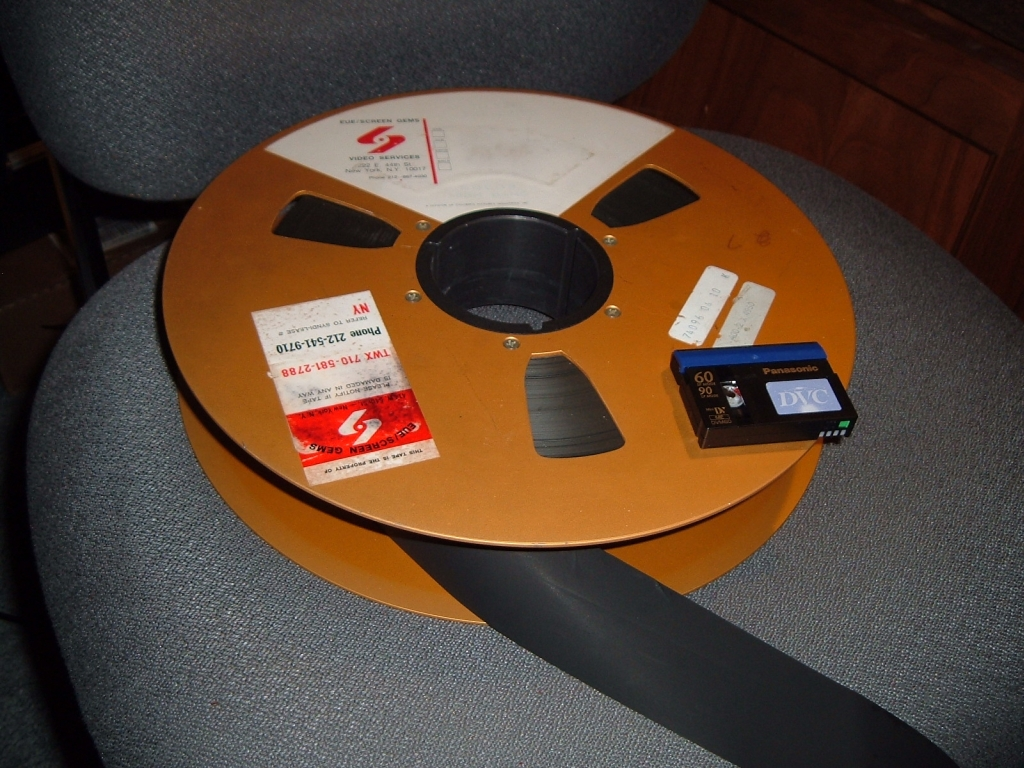
Bobina di nastro da due pollici paragonata a una moderna videocassetta miniDV.

Il formato Quad è di tipo segmentato: ogni traccia video registrata contiene 16 righe del segnale televisivo. Questo fa sì che le macchine di questo formato non siano in grado di riprodurre correttamente il video a meno che il nastro non stia avanzando in avanti alla corretta velocità, e rende impossibili funzioni quali il fermo immagine e la riproduzione delle immagini a velocità variabile o all'indietro. Nonostante questo, la qualità del formato soddisfa le specifiche broadcast (circa 400 linee di risoluzione orizzontale). Il Quad ha costituito il formato di riferimento per l'industria televisiva per lungo tempo, fino all'inizio degli anni ottanta, con la crescente diffusione di formati più pratici e di qualità comparabile se non superiore, come il tipo da 1 pollice standard C e il betacam.

## Controlli di montaggio
- L'uso della scansione verticale rende possibile il montaggio fisico del nastro. Nei primi tempi dopo l'introduzione del formato, questo era un modo di uso comune per montare le registrazione, con l'aiuto di polvere di ferro in un particolare solvente in grado di rendere visibile le tracce registrate.
- Nel 1963, la Ampex introduce l'Editec, un sistema per registrare toni sulla traccia cue per contrassegnare l'inizio dei fotogrammi. Queste rende il montaggio più preciso.
- La centralina EECO-900 del 1967 usa il sistema "On-Time", la prima forma di timecode SMPTE.
- La centralina della CMX nel 1971 è la prima vera centralina di montaggio, in grado di controllare una macchina sorgente e una master per la registrazione. Col tempo le centraline diventeranno sempre più sofisticate.
- Nel 1976 arriva sul mercato la centralina "Mach One", in alternativa alla già citata CMX.
- Con l'invenzione dei sistemi da 1 pollice standard B nel 1974 e standard C nel 1976, le centraline diventano in grado di controllare più macchine con temporizzazioni e formati diversi.

## Uso moderno
Oggigiorno, il 2 pollici è un formato poco pratico per la produzione televisiva, orientata ormai sui formati in videocassetta Betacam e DVCPro, nonché sull'uso sempre più diffuso di video server.
Al di là delle dimensioni e dalla scarsa durata dei nastri, le macchine da due pollici richiedono molta manutenzione, elevato consumo elettrico (in alcuni modelli è necessaria l'alimentazione trifase), generatori di aria compressa per i sistemi a cuscino d'aria e l'affidabilità generale è tutto sommato scarsa.
Inoltre, la taratura dei componenti elettronici deve essere frequente e accurata per garantire la qualità d'immagine e il personale per l'utilizzo richiede una formazione più approfondita rispetto ai canoni odierni.
Come per gran parte dei formati a bobina aperta, questo tipo di macchine oggi serve per usi di archiviazione e la rilettura e riversamento di materiale d'archivio.

### Brevetti
- (EN)  US2866012, United States Patent and Trademark Office, Stati Uniti d'America. "Magnetic Tape Recording and Reproducing System", Brevetto Ampex richiesto nel maggio 1955 e concesso nel dicembre 1958.